# Lyngå
Lyngå is een plaats in de Deense regio Midden-Jutland, gemeente Favrskov, en telt 212 inwoners (2007).